# Дом Срабионова
Дом Срабионова (гостиница «Петроград») — здание в Ростове-на-Дону, построенное в 1910-х годах по проекту архитектора А. Х. Закиева. 

## История
Изначально дом принадлежал С. Д. Срабионову, в нём размещалась гостиница «Петроград». По данным на 1925 год это была гостиница ДОМХА «Деловой двор». С 1940-х годов гостиница носила название «Дон». 
В настоящее время здание занимает Пятнадцатый арбитражный апелляционный суд. В 2009—2013 годах в здании проводился капитальный ремонт. 
Дом Срабионова имеет статус объекта культурного наследия регионального значения.

## Архитектура
Дом Срабионова расположен на перекрёстке Темерницкой улицы и Газетного переулка. Фасады, выходящие на улицы, имеют симметричную композицию. Угловые части фасадов выделены раскреповками с эркерами. Раскреповки в центре фасадов увенчаны аттиками арочной конфигурации. Угловые раскреповки завершены аттиками, украшенными розетками, цветочным орнаментом и тумбами с декоративными вазами и шарами. Большую роль в формировании архитектурно-художественного облика фасадов играют различные по форме балконы (полукруглые и прямоугольные). Фасады украшены лепниной и декоративной штукатуркой. Главный вход в здание решён в виде арки и расположен со стороны Газетного переулка. Он декорирован женской маской и горельефами химер.

## Галерея
- Ремонт здания
- Фасад
- Дом Срабионова, 1910-1917
- Арка главного входа